# كريستوفر دل بوسكو
كريستوفر دل بوسكو (بالإنجليزية: Christopher Del Bosco)‏ هو متزحلق حر أمريكي وكندي، ولد في 30 مارس 1982 في كولورادو سبرينغس في الولايات المتحدة.

## وصلات خارجية
- الموقع الرسمي
- كريستوفر دل بوسكو على موقع الاتحاد الدولي للتزلج (التزلج على المنحدرات الثلجية) (الإنجليزية)
- كريستوفر دل بوسكو على موقع الاتحاد الدولي للتزلج (التزلج الحر) (الإنجليزية)
- كريستوفر دل بوسكو على موقع اللجنة الأولمبية الدولية (الإنجليزية)
- كريستوفر دل بوسكو على موقع أوليمبيديا (الإنجليزية)
- كريستوفر دل بوسكو على موقع اللجنة الأولمبية الكندية (الإنجليزية)
- كريستوفر دل بوسكو على موقع ألعاب إكس (مؤرشف) (الإنجليزية)